# Caenagnathus
Caenagnathus collinsi
Genre
Espèce
Caenagnathus  est un genre éteint de petits dinosaures à plumes de la famille des Caenagnathidae. Il a vécu au Canada, à la fin du Crétacé supérieur. Le genre est encore mal connu car ses restes fossiles sont peu nombreux et fragmentaires.
On ne lui connaît actuellement qu'une seule espèce : Caenagnathus collinsi.

## Étymologie
Des mots du grec ancien « kainos » et « gnathos », « récent » et « mâchoire », donnant « mâchoires récentes ». Son nom a forgé ceux de la famille des Caenagnathidae et de la super-famille des Caenagnathoidea.  

## Datation
Caenagnathus a été découvert dans les sédiments de la formation de Dinosaur Park située dans le sud de l'Alberta au Canada. Cette formation géologique s'est déposée dans des environnements de plaines alluviales et côtières. Elle est datée du Campanien supérieur soit il y a environ entre 77 et 75 Ma (millions d'années).

## Historique et description
Les premiers fossiles de Caenagnathus ont été trouvés en 1936. Il ne s'agissait alors que de fragments de mandibules. Il a été décrit en 1940 comme un oiseau proche des autruches par Sternberg.
Le peu de restes fossiles a fait que ceux-ci ont été attribués à des genres différents dont Chirostenotes et ont été révisés plusieurs fois.
De nouveaux restes de Caenagnathus et la découverte de nouveaux caenagnathidés entre 2014 et 2016, dont un squelette presque complet d'Anzu wyliei, ont permis de préciser la taxonomie de cette famille,,.
Les fossiles de Caenagnathus décrits en 2015 incluent un fémur, deux astragales, deux métatarses et une vertèbre caudale. Ils ont permis de bien distinguer ce genre de Chirostenotes et ont prouvé une diversité chez les caenagnathidés nord-américains du Campanien.
 Caenagnathus apparaît comme un genre de taille intermédiaire (environ 2 mètres) entre Chirostenotes et Anzu.